# ジャイド・バリモア
ジャイド・バリモア（Jaid Barrymore, 1946年5月8日 - ）は、アメリカ合衆国の女優、モデルである。

## 生い立ち
本名はイルディコー・ジャイド（ヤイド）・マコー（Ildikó Jaid Makó）である。両親はハンガリー人（マジャル人）であり、第二次世界大戦で難民となり、オーバーバイエルン最南部ブランネンブルクの難民キャンプで生まれ、その後アメリカ合衆国ペンシルベニア州に移った。

## 私生活
1971年にジョン・ドリュー・バリモアと結婚し、1975年に後に女優となるドリュー・バリモアを出産した。1984年に離婚した。